# Ione (Washington)
Ione (kiejtése: aɪˈoʊn) az Amerikai Egyesült Államok északnyugati részén, Washington állam Pend Oreille megyéjében elhelyezkedő város. A 2010. évi népszámlálási adatok alapján 447 lakosa van.
A település 1894 óta lakott; városi rangot 1910. január 11-én kapott.

## Éghajlat
| Hónap                         | Jan.  | Feb.  | Már.  | Ápr.  | Máj. | Jún. | Júl. | Aug. | Szep. | Okt.  | Nov.  | Dec.  | Év    |
| ----------------------------- | ----- | ----- | ----- | ----- | ---- | ---- | ---- | ---- | ----- | ----- | ----- | ----- | ----- |
| Rekord max. hőmérséklet (°C)  | 13,9  | 16,1  | 24,4  | 32,8  | 38,9 | 42,2 | 42,8 | 42,8 | 40,6  | 30,6  | 20,6  | 14,4  | 42,8  |
| Átlagos max. hőmérséklet (°C) | 1,1   | 5,6   | 11,7  | 17,8  | 22,8 | 26,7 | 31,1 | 31,1 | 25,6  | 15,6  | 6,1   | 1,1   | 16,4  |
| Átlagos min. hőmérséklet (°C) | −4,4  | −3,3  | 0,0   | 2,8   | 6,7  | 10,6 | 12,8 | 11,7 | 7,8   | 3,3   | −0,6  | −4,4  | 3,6   |
| Rekord min. hőmérséklet (°C)  | −35,6 | −32,8 | −23,9 | −11,1 | −6,7 | −3,3 | −1,1 | −3,3 | −8,3  | −14,4 | −23,9 | −33,3 | −35,6 |
| Átl. csapadékmennyiség (mm)   | 52    | 38    | 41    | 42    | 54   | 61   | 36   | 26   | 30    | 33    | 54    | 62    | 529   |
| Forrás: The Weather Channel   |       |       |       |       |      |      |      |      |       |       |       |       |       |

## Népesség
A 2010-es népszámláláskor a városnak 447 lakója, 195 háztartása és 112 családja volt. A népsűrűség 321,6 fő/km2. A lakóegységek száma 237, sűrűségük 170,5 db/km2. A lakosok 98%-a fehér, 0,4%-a afroamerikai,  0,2%-a ázsiai,  0,2%-a egyéb, 1,1%-a pedig kettő vagy több etnikumú. A spanyol vagy latino származásúak aránya 4,3% (4% mexikói,   0,2% egyéb spanyol vagy latino származású.)
A háztartások 29,2%-ában élt 18 évnél fiatalabb. 42,6% házas, 9,7% egyedülálló nő, 5,1% egyedülálló férfi, 42,6% pedig nem család. 34,9% egyedül élt; 18,9%-uk 65 éves vagy idősebb. Egy háztartásban átlagosan 2,29 személy élt; a családok átlagmérete 2,92 fő.
A medián életkor 43,5 év volt. A város lakóinak 23,7%-a 18 évesnél fiatalabb, 7,1% 18 és 24 év közötti, 22,1%-uk 25 és 44 év közötti, 28,9%-uk 45 és 64 év közötti, 18,3%-uk pedig 65 éves vagy idősebb. A lakosok 49,9%-a férfi, 50,1%-a pedig nő.

## Fordítás
Ez a szócikk részben vagy egészben  az   Ione, Washington című angol Wikipédia-szócikk ezen változatának fordításán alapul.  Az eredeti cikk szerkesztőit annak laptörténete sorolja fel. Ez a jelzés csupán a megfogalmazás eredetét és a szerzői jogokat jelzi, nem szolgál a cikkben szereplő információk forrásmegjelöléseként.